# 이사회

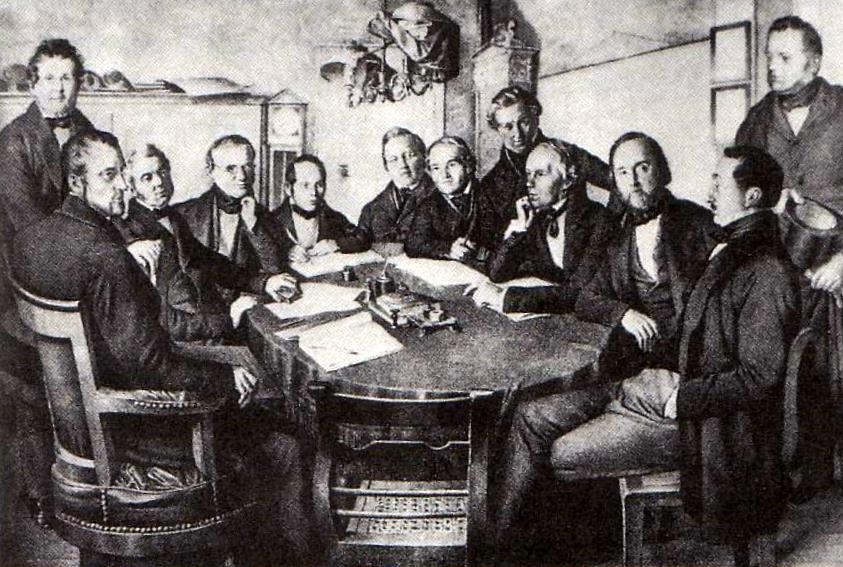
어느 이사회 광경

이사회(理事會, 문화어: 리사회)는 회사 혹은 기관의 활동을 공동으로 감독하는 선출되거나 지명된 구성원들의 본체이다. 주식회사의 이사회는 상법의 규정(회사의 업무 집행은 이사회의 결의로 한다, 상법 제393조)에 의거하며 형식적으로는 기업의 경영 관리의 최고 결정기관이다. 특히 주주의 인터레스트의 수탁자로서 기업의 경영관리자의 선임, 전반적 목표의 설정, 제 활동의 업무적·재무적 성과의 평가, 이익 배분 등에 대하여 권한을 가진다.
그러나, 현실적으로는 기업의 경영관리의 실권은 사장을 비롯한 전반 경영자가 장악하고 있는 처지이며 "이사회는 상법이 요구하는 만큼의 기능을 실질적으로는 다하지 못한다"고 하는 의견이 강하다. 기업활동에 밀착하고 있는 집행부·전반 경영자는 그들이 이사회의 멤버이기도 하기 때문이지만 실질적으로는 기본적 결정도 좌우한다. 그렇다면 이사회가 전혀 무기능화하느냐 하면 그렇진 않으며 새로운 자세가 문제된다. 그것은 이미 기업의 지배기관은 아니고, 전반 경영자가 행하는 정책 결정, 기타 행동을 비평하고, 평가하고, 공소(控訴)하는 기관이 된다. 결국 이사회는 보다 넓은 경험 및 시야에서 보다 객관적으로 기업의 경영 정책을 보는 것이다. 따라서 이사에는 견식있는 적격자를 선임, 또한 균형잡힌 이사회를 구성하는 일(내부 이사와 외부 이사, 특히 인터레스트 그룹의 대표 등의 균형)이 필요하게 된다.
램 차란은 "이사회 제도는 나라마다 다르지만 이사회는 해야 할 일을 할 수 있는 힘을 갖고 있으며, 단지 그 같은 사실을 깨달을 필요가 있을 뿐"이라고 한다. 먼저 이사회 스스로가 자신의 역할과 힘을 깨달아야 한다는 뜻이다. 이사들이 수동적인 존재에 머물지 말고 적극적으로 자기 역할을 찾으라는 뜻이기도 하다. 이사회가 단순히 어깨 너머로 경영진을 모니터링하는 수동적인 역할에 그쳐서는 안된다고 강조한다.

## 역사
회사를 경영하는 역할을 하는 독립된 이사회의 발전은 법률이 이것을 다루기 이전에 점진적으로 그리고 불명확한 방식으로 이루어졌다. 19세기 말까지 주주총회가 회사의 최고의사결정기관으로 여겨졌고 이사회는 주주총회를 구성하는 주주들의 통제를 받는 대리인에 불과하였다. 그러나 1906년, 잉글랜드-웨일즈 항소법원(Court of Appeal of England and Wales)은 "Automatic Self-Cleansing Filter Syndicate Co v Cunningham [1906] 2 Ch 34" 판결에서 이사회와 주주간의 권력분배는 정관에 규정된 구조에 의하고, 경영권은 이사회가 가지며, 주주총회는 그 합법적 실행을 방해할 수 없다는 결론을 내렸다.

## 기능
이사회는 전체 주주들의 이익을 위해, (i) 경영진의 회사 운영과 실적을 감독하는 동시에 (ii) 최고 경영자(CEO) 선임, 경영진이 마련한 경영전략 승인 등 주요 의사결정을 직접 내리며, (iii) 전체 주주들의 이익을 위해 경영진(특히 CEO)에게 조언과 자문 제공 등 경영진을 지원하는 역할의 조합으로 이루어진다. :169:119~121

### 경영진 감독
기업의 지배구조는 주주들의 이익을 위해 일해야 하는 경영자들을 어떻게 효과적으로 통제할 것인가의 문제인데, 기업 외부에는 적대적 M&A, 주주대표소송, 증권집단소송 등의 통제장치가 있고 기업 내부에는 이사회 제도, 감사위원회 제도 등의 통제장치가 있다. 그러나, 이사회를 경영진 통제장치라고 보는 시각이 과도하게 되면 이사회의 사업운영 의사결정체로서의 역할과 가능을 간과하기 쉽다. :169

### 주요 의사결정
이사회의 중요한 권리와 의무의 하나로 차기 최고경영자의 물색과 영입을 들 수 있다. 지배주주가 있는 회사의 경우 최고경영자의 물색과 영입작업에 있어서 이사회의 역할은 다분히 형식적인 것에 그치는 경우가 많으나 사회적으로 주목을 받는 기업의 경우나 소유와 경영이 완전히 분리된 기업의 경우 이에 관한 이사회의 역할은 실질적이다. 이 작업은 통상 경영진보수결정위원회, 보상위원회 또는 사장(후보)추천위원회, 회장(후보)추천위원회라고 불리는 소위원회를 중심으로 이루어진다.

### 경영진 지원
램 차란은 이사회가 경영전략을 수동적으로 승인하는 데 그쳐서는 안된다고 말한다. "경영진이 급격하게 변화하는 경영환경 속에서 기회를 포착할 수 있도록 도와야 한다. 경영진은 매일 매일 일상적인 비즈니스 활동을 하다 보면 그 같은 기회를 포착하기가 어려우니까. 또 급속하게 변하는 외부 환경의 위협으로부터 회사를 보호해야 한다." 이사회가 경영진이 마련한 경영전략을 승인하는 과정에서 적극적으로 경영진을 돕고 회사를 보호하는 역할을 할 수 있다는 뜻이다.

## 규모와 구성

### 이사의 수
효과적인 토의 및 신중한 의사결정이 가능하며 독립적인 다수의 위원회가 활성화될 수 있는 이사회 운영규모를 유지할 필요가 있다. 최근 미국 기업의 이사회는 과거 4~50년 전보다 규모가 상대적으로 작아졌다. 과거 15~20명 수준의 이사회가 최근에는 5~15명 수준으로 축소되었으며 상당수의 경우에는 10명 미만의 이사로 구성되어 있다. 최근 미국 기업의 이사회 평균 이사 수는 대기업의 경우 12명 수준이며, 소기업은 9명 정도이다. 그리고 이사의 구성은 내부이사의 비중은 현저히 줄어든 반면, 기업의 임원을 겸직하지 않는 사외이사가 대부분을 차지하게 되었다. 다른 연구에 의하면, 미국의 경우 이사 11인으로 구성된 이사회가 가장 보편적이다. 그러나 이사의 수가 많을수록 이사회의 효율성이 떨어지는 문제가 있음에 따라 미국에서는 7~9인 규모의 이사회가 가장 바람직하다고 평가되고 있다. :173~174 로버트 포젠 은 "변호사 몇 명을 끼워 구색 맞추기 식으로 이사회를 구성하는 건 장기적으로 볼 때 기업에 손해"라며 "이사회를 적극 활용하면 생산성도 높아진다"고 한다. 그에 따르면 이사회는 6~7명 규모가 가장 적당하다. 이들을 청취,보상,임명 등을 각각 담당하는 소위원회 세 곳으로 세분화하면 더 효율적이라는 것이다. 글로벌 금융위기 당시 타격을 입었던 금융회사들은 한결같이 이사회의 덩치가 컸던 것으로 분석됐다. 일부 컨설팅업체는 이사진 수가 11명이 적절하다고 하지만 규모가 커지면 결정을 내릴 때 우왕좌왕하며 효율성이 떨어지기 십상이라는 것이다. 스펜서 스튜어트(Spencer Stuart)에 따르면, 오늘날 미국 대기업들의 이사회는 평균 12명의 이사를 두고 있는데 이는 1980년대 초의 16명에 비하면 작은 규모이다.  유럽의 평균 이사 수는 13명이다. 물론 이는 평균 수치이기 때문에 국가와 기업마다 큰 차이는 있을 것이다. 가령 미국의 은행들은 평균 17명의 이사를 보유하고 있으며 심지어 20명이 넘는 은행도 있다.:154 한국에서도 최근 이사회 운영의 효율성 제고를 위해 주요 기업들의 이사회 규모가 축소되는 추세에 있다. 예를 들어, 삼성전자는 12명에서 9명으로(사내이사 1명 및 사외이사 2명 각각 축소), SK텔레콤은 9명에서 8명으로(사외이사 1명 축소), SK케미칼은 8명에서 7명으로(사외이사 1명 축소) 축소하였다.

### 의장과 CEO
의장과 CEO가 분리된 상황에서도, 의장과 CEO 모두 각자의 임무와 책임에 대해 분명히 파악할 필요가 있다. 이론적으로는 CEO는 회사와 경영진의 리더이고 의장은 이사회의 리더이다. 의장과 CEO 모두 누가 어떤 임무를 맡을 것인지 분명히 이해하는 것은 무척 중요하다. :301

### 이사회 내 위원회
이사의 수가 많은 회사에서 소수의 위원에 의하여 능률적이고 전문적인 결정을 할 수 있도록 하는 것이 이사회내 위원회이다. 사외이사의 비율이 업무집행이사보다 높은 경우에는, 사외이사가 위원회에 참여함으로써 독립적인 판단이 가능하다는 장점이 추가된다. 국내외의 많은 기업들이 이사회의 소위원회 제도를 적극적으로 활용하고 있다. 특히 독립성이 필요한 감사위원회, 이사후보추천위원회, 보수위원회 등은 사외이사를 중심으로 구성하도록 하고 있다. :176 한국의 경우, 1999년 개정상법에서 신설하였다. 자본총액이 10억원 미만인 소규모회사에서 이사의 수를 1명 또는 2명을 둔 경우에는 위원회를 설치할 수 없다. 경영진 보수가 CEO 전권에 의해 결정되는 경우 종속성을 심화시키게 되고 객관적인 평가가 이루어지기 어렵다는 취지에서 구미에서는 보상위원회(Compensation Committee)가 활용되고 있다. 즉, 미국기업들의 경우 사외이사들로 구성된 보상위원회가 경영진(사내 이사들과 임원들)의 보수를 결정하는 관행이 발달되어 있다. 한국의 경우 이러한 위원회가 법령상 요구되고 있지는 않으나 이사회 내 소위원회로 설치할 수 있음은 물론이다. :210

## 권한
회사의 업종과 지역을 불문하고 이사회의 권한은 동일한 방식으로 정의되는 경향이 있다. 대부분의 회사들이 이사회 복무 규정에서 이사들의 직무를 다음과 같이 규정하고 있다.
- 회사의 전략, 계획, 예산에 대한 승인 및 회사의 실적 감시
- 주요 자본 지출 및 주요 사업부문의 매각 또는 인수에 대한 승인
- 자본 구조, 배당 정책, 재무제표의 정확성 및 투명성에 대한 승인
- 회사가 직면한 주요 위험 파악 및 관리 보장
- CEO의 임명과 평가, CEO 후임자 선정 계획 수립
- 고위 임원의 보수에 대한 승인
- 법과 공동체 규정의 준수, 회사를 위한 윤리규정 마련[4] :109

대한민국과 일본의 법률에서 공통적으로, 이사회의 권한으로 하고 있는 것으로는 주주총회의 소집결정(대한민국 상법 제362조, 일본 회사법 제298조 제4항 ) 등이 있다.

## 운영
어느 학자는 이사들의 투표 내용을 공개하면 이사들이 좀 더 신중하게 결정하게 되고 주주들에 대해 더욱 책임있게 행동할 것이라고 밝힌 바 있다. 이사들이 이사회 전체의 결정이라는 그림자 속으로 숨을 수 없기 때문이다. 미국에서는 증권거래위원회(SEC)가 2003년부터 상장회사는 정기적으로 독립적인 사외이사들로만 개최하는 이사회 회의, 이그제큐티브 세션(Executive session)을 의무화했다. 이그제큐티브 세션은 2000년대 초 엔론 등 대기업이 회계부정 스캔들을 일으키며 무너진 데 따른 반성으로 도입된 여러 지배구조 개선 조치 가운데 가장 성공했다는 평가를 받는다. 램 차란이 "이그제큐티브 세션은 유일하고도 가장 중요한 이사회 제도의 혁신"이라고 평가했을 정도다. 이처럼 이그제큐티브 세션이 높은 평가를 받는 이유는 사외이사들의 막힌 입을 트이게 했기 때문이다.

## 평가
투명하고 선진적인 기업지배구조를 지속적으로 발전시키고, 이사회의 운영 효율성을 제고하기 위하여는 평가 제도가 도입될 필요가 있다. 평가 항목으로는 이사회 및 전문위원회의 활동 사항, 이사회 운영에 대한 사항, 이사 개인별 활동에 대한 사항이 있다. 한국의 경우, 이사회 활동에 대한 자체 평가는 한국기업지배구조원의 기업지배구조 모범규준의 권고사항이며 기업지배구조 등급 평가시 주요 항목이기도 하다. 그러나, 포스코, 케이티 등 주요 기업지배구조 우수 회사들도 이러한 평가를 아직 도입하고 있지 않다.

## 나라별 이사회

### 대한민국
대한민국 상법상, 주식회사에서 이사회는 이사 전원으로 구성되고 회사의 업무집행의 의사를 결정하는 필요적 상설기관이다. 이사회는 상시(常時) 개최되는 것이 아니고, 필요에 따라서 개최된다. 이사회의 소집권자는 원칙적으로 각 이사이나 특정의 이사에게만 소집권을 인정할 수도 있다(상법 제390조). 소집절차는 회일로부터 1주간 전(정관으로 단축할 수 있다)에 각 이사에 대하여 소집통지를 발송함으로써 행하여지는데 (상법 제390조 2항), 이사 전원의 동의가 있으면 소집절차 없이 개최할 수도 있다(상법 제390조 4항). 주주총회의 경우와는 달리 소집통지에는 의제를 기재할 필요는 없으며 서면에 의하지 않고 구두로써 하여도 무방하다. 이사회의 결의는 이사 과반수의 출석과 출석 이사의 과반수로 하여야 하며, 정관으로 그 비율을 높게 정할 수 있다(상법 제391조). 서면에 의한 결의나, 가지고 다니면서 동의를 얻어 결의하는 것은 인정하지 않는다. 이사는 스스로 이사회에 출석하여야 하며 대리인을 출석시킬 수 없다. 결의에 관하여 특별한 이해관계가 있는 이사는 의결권을 행사하지 못한다(391조 2항, 상법 제368조 4항). 이사회의 의사에 대해서는 의사록을 작성하여야 하며, 의사록에는 의사의 경과요령 및 그 결과가 기재되며, 출석 이사 및 감사가 기명날인 또는 서명하여야 한다(상법 제391조의 3). 2000년 상법 개정으로 감사위원회가 은행권 및 대형금융회사를 중심으로 도입되었다. 은행 및 금융투자회사 (자산 1천억, 재산 3조원 이상)와 자산 2조원 이상의 상장회사는 감사위원회 설치가 의무화되었다. 단, 금융지주회사의 완전자회사에 대해서는 내부통제시스템 조건 등을 갖출 경우 설치의무를 면제하였다.

### 일본
2005년에 제정된 회사법에서 이사회 등 지배구조 등과 관련된 제반 사항을 규정하고 있다. 일본의 회사법상 이사회는 임의적 기관에 해당한다. 즉, 구 상법 하에서는 주식회사에 필수적인 기관(필요적 기관)이었으나, 2006년 5월에 시행된 회사법에서는 이사회를 두지 않는 것도 가능해졌다. 그러나, 공개회사(한국의 상장회사), 감사회설치회사, 위원회(지명·보수·감사위원회)설치회사에서는 이사회 설치가 의무화되어 있다.

#### 연혁
일본의 이사회는 1950년의 상법개정을 통해, 수권자본제도와 함께 미국의 회사에 있어서의  Board of Directors 제도를 도입한 것이다. 이러한 개정이 있기 전에는 이사 자체가 회사의 필요적인 기관으로 되어 있었으나, 개정 후에는 이사회가 필요적인 기관으로 되고, 이사는 그 구성원이 되었다. 그 후 2005년에 성립된 회사법 (2006년 5월 시행)에서는 이사가 필수적인 기관이 되고, 이사회는 임의적 설치기관이 되었다 (326조 2항) 그러나, 공개회사, 감사위원회 설치회사, 위원회 설치회사는 이사회를 설치하여야 한다. (327조 1항) 특례 유한회사는 이사회는 설치할 수 없다 (회사법 시행에 따른 관계 법률의 정비 등에 관한 법률 제 17 조).

#### 구성과 역할
이사회가 설치된 회사를 "이사회설치회사"라 한다. (상법 제2조 7호) 이사회는 3명 이상의 이사로 구성되며 (331 조 4 호, 362 조 1 항), 출석한 이사의 과반수로 의결한다. (369 조 1 항). 또한 사실상, 회사 경영의 책임자로 되어있는 자 (사장 등)가 이사회의 의장이 되는 경우가 많다. 구체적인 권한, 소집절차, 결의요건 등에 대해서는 상법 제362조 ~ 제373조를, 위원회설치회사의 이사회에 대해서는 415 조 ~ 417 조를 참조.  회사법상 이사회는 적어도 3 개월에 1 회 개최해야 한다 (363 조 2 항). 감사설치회사에서는 감사가 이사회에 출석하고 필요하다고 인정하는 경우에는 의견을 진술해야 한다 (383조).  이사회를 설치할 경우 감사위원회 위원은 이사 중에서 이사회 의결로 선임한다. 단, 과반수를 사외이사로 구성하여야 한다. 대회사인 상장회사 (자본금 5억엔 이상)는 3인 이상의 감사로 구성된 감사회(1/2 이상 사외이사와 1인 이상의 상근감사)를 설치하여야 한다. 집행임원은 이사회 의결로 선임하며, 이사회는 업무집행을 집행임원에 위임할 수 있다. 위원회설치회사의 이사회는 경영의 기본방침 등에 관한 업무집행의 결정·집행역 등의 직무집행에 대한 감독업무를 수행하고, 회사의 업무집행은 집행역이 수행한다. 이사회설치회사 이사회는 그 결의로 회사의 업무집행의 결정을 집행역에게 위임할 수 있으며, 집행역이 그 위임받은 업무집행에 관한 사항을 결정한다. 또한, 위원회설치회사의 이사회와 이사는 직무 내용과 책임, 임기 등이 다르므로 아래에서는 일반적인 주식회사의 이사회를 염두에 두고 기술한다.

#### 직무
이사회의 직무는 회사 경영에 있어서 업무의사 결정 및 이사 (대표이사 포함)의 업무감사, 또한 대표 이사의 선임과 해임이다. (362 조 3 항). 각각의 구체적으로 법정된 그 외의 중요한 업무집행에 대해서는 이사회가 결정할 수 있다.  (362 조 4 항) 구체적으로는 다음과 같은 사항이 이사회의 결의에 의한 것으로 되어 있다.
1. 양도제한 주식의 양도승인 및 지정매수인의 지정 (139조 1항, 140조 5항)
2. 자기주식의 취득가격 등의 결정(제157조)
3. 자회사로부터의 자기주식취득의 결정(제163조)
4. 취득조항부 주식의 취득의 결정 (제168조 제1항, 제169조 제2항)
5. 자기주식의 소각 (제178조)
6. 주식분할 (제183조 제2항)
7. 주식 무상 할당에 대한 사항의 결정 (제186조)
8. 단원(単元)주식에 관한 정관 변경 (제195조 제1항)
9. 소재 불명 주주의 주식의 경매,매각 혹은 매수 (제197조)
10. 공개회사에 있어서 신주발생과 그 내용의 결정 (제201조, 제202조)
11. 양도제한주식의 할당을 받을 자의 결정 (제204조)
12. 일주에 달하지 않는 단주의 매수 (제234조 제5항)
13. 공개회사에 있어서 신주예약권의 발행과 그 내용의 결정 (제240조, 제241조)
14. 양도제한주식을 목적으로 하는 모집신주예약권 혹은 양도제한신주예약권의 할당을 받을 자의 결정 (제243조)
15. 양도제한신주예약권의 양도의 승인 (제265조 제1항)
16. 취득조항부 신주예약권의 취득의 결정 (제273조 1항, 제274조 2항)
17. 신주예약권의 소각 (제276조)
18. 신주예약권 무상할당에 관한 사항의 결정 (제278조)
19. 주주총회의 소집 (제298조 제4항)
20. 소송에 있어서 대표자의 선임 (제353조, 제364조)
21. 이사에 대한 경업 거래 및 이익상반 거래의 승인 (제356조, 제365조 제1항)
22. 업무집행의 결정 (제362조 1호)

### 독일
독일의 주식회사의 경영기구는 업무집행기능을 담당하는 이사회(경영이사회)와 업무집행을 감독하는 감사회(감독이사회)가 분리되어 있는 중층제도 내지 이원적 경영기구(two-tier or dual-board system)이다. :752~753, 756~757 감독이사회의 33~50%에 이르는 상당수 의석은 종업원에게 할당되는 자리이다. 감독이사회는 경영이사회의 구성원을 임면할 수 있다. CEO 직책을 마련해야 할 공식적인 이유는 없다. 경영이사회의 의장이 강력한 지도자가 될 수 있기 때문이다. 그러나 의장은 단순히 대변인 역할을 하는 경우가 많다.

### 미국
원래 미국법상 회사의 이사회는 업무집행에 관한 의사를 결정하는 의사결정기관과 업무집행을 감독하는 감독기관의 지위를 모두 갖는 단층제도 내지 일원적 경영기구(one-tier or single-board system)로 되어 있었다.:752~753, 756~757 따라서 미국의 각 주 회사법도 이사회의 권한을 이와 같이 규정하였다. 그런데 이사회는 이 두 기능(업무집행에 관한 의사결정기능과 업무감독기능) 중 어느 것도 제대로 수행하지 못하고, 업무집행기능은 실제로 이사회가 선임하는 집행임원(officer)이 수행하는 것이 관행이었고 이러한 관행이 확산되었다. 회사법도 이러한 관행을 반영하여 이사회에 관한 규정이 변경되었다. :284
즉, 1950년 및 1960년의 미국모범회사법은 "…회사의 영업과 업무는 이사회에 의하여 수행되어야 한다"고 규정하였는데(제33조), 1969년의 개정에서 "…정관에 달리 규정이 있는 경우를 제외하고…"가 추가되었고, 1974년의 개정에서 "회사의 (모든) 권한은 이사회에 의하여 또는 이사회의 지휘로 수행되어야 한다"는 것이 추가되었다. 1969년의 개정은 (주주가 50인 이하의) 소규모 폐쇄회사(가족회사 및 합작회사를 포함)의 실무관행을 고려하여 입법한 것이고, 1974년의 개정은 사외이사가 있는 대규모 공개회사에서는 이사회가 회사의 일상의 업무를 하는 것이 적합하지 않고 이를 이사회의 지휘하에 집행임원이 집행하는 점을 반영한 입법이다. 1999년의 모범사업회사법은 이사회의 권한에 대하여 "회사의 모든 권한은 정관 또는 주주들의 합의에 달리 정한 바가 없으면 이사회에 의하여 또는 이사회의 수권(授權)에 의하여 행사되어야 하고, 또한 회사의 영업과 업무는 이사회에 의하여 또는 이사회의 지휘로 수행되어야 한다"고 규정하고(MBCA 제8.01조 (b)항), 집행임원에 대하여 "회사는 정관에 따라 이사회가 선임한 집행임원을 둔다"고 규정하며(MBCA 제8.40조 (a)항) 또한 "이사회는 1인 또는 수인의 집행임원을 선임할 수 있는데, 집행임원은 정관 또는 이사회의 수권이 있으면 1인 또는 수인의 다른 집행임원을 임명할 수 있다"고 규정하고 있다. (MBCA 제8.40조 (b)항).
이사회가 이와 같이 경영일선에서 후퇴하면서 중요하게 부각되는 것은 감독기능인데, 이사회는 경영진으로부터 독립성을 갖지 못하여(과거에는 대부분의 이사들이 집행임원을 겸하고 있었음) 감독기능을 거의 수행하지 못하였다. 그런데 1970년대에 발생한 많은 기업스캔들을 계기로 이사회에 사외이사를 참여시키자는 논의가 제기되었고 이러한 사외이사를 도입하여 이사회의 감독기능을 활성화하려는 시도는 학계에서 폭넓은 지지를 얻어 이는 미국 법률 협회가 1992년 3월 31일에 최종안으로 제안한 "회사지배구조의 원칙"(Principles of Corporate Governance : Analysis and Recommendations, ALI의 원칙)에 반영되었으며, 경제계에서도 커다란 성공을 거두어 특히 대기업의 이사회에서는 사외이사가 과반수를 차지하는 현상이 1970년대부터 나타났다. :284~286

### 영국
영국법상 사외이사 등 이사회에 관해서는 "회사지배구조에 관한 통합 모범규준"(Combined Code on Corporate Governance, 2010)에 규정되어 있다. 이 모범규준은 법률은 아니지만, 상장규칙에 반영되어 상장회사에 대하여는 강력한 영향력을 갖는다. 영국의 상장회사 감독당국인 금융감독청(Financial Services Authority)은 상장회사와 개별 상담을 하여, 그 회사가 이 모범규준을 어떻게 적용했는지를 공시할 것을 상장규칙상 공식적으로 요구할 수 있다.

## 판례
- 주식회사의 임시주주총회가 법령 및 정관상 요구되는 이사회의 결의 및 소집절차 없이 이루어졌다 하더라도, 주주명부상의 주주 전원이 참석하여 총회를 개최하는 데 동의하고 아무런 이의 없이 만장일치로 결의가 이루어졌다면 그 결의는 특별한 사정이 없는 한 유효하다[22].

## 참고 문헌
이사회 전반
- 콜린 카터 외 (2007). 《이사회 원점에서 시작하라》. 보스턴컨설팅 그룹 옮김. 쓰리메카닷컴. ISBN 978-89-954677-9-4.

### 내용주
1. ↑  하버드대 경영대학원 교수 겸 MFS투자회사 명예회장이다.
2. ↑  이 모범규준은 2003년 제정, 2006년 및 2010년 개정의 과정을 거쳤다.

### 참조주
1. 1 2  황미리 연구원 (2010년 12월 3일). “이사회 스스로 자신의 역할과 힘 깨닫는게 중요하다”. 매일경제.
2. ↑  Gower, Principles of Company Law (6th ed.), citing Isle of Wight Railway v Tahourdin (1883) 25 Ch D 320.
3. 1 2 3 4 5  김화진 (2009). 《기업지배구조와 기업금융》. 서울: 박영사. ISBN 978-89-7189-066-0.
4. 1 2 3 4  콜린 카터 외 (2007). 《이사회 원점에서 시작하라》. 보스턴컨설팅 그룹 옮김. 쓰리메카닷컴. ISBN 978-89-954677-9-4.
5. ↑  김화진 (2005). 《이사회》. 서울: 박영사. 75쪽. ISBN 89-10-51371-3.
6. ↑  박찬욱 (2004). 《21세기 미국의 거버넌스》. 서울대학교출판부. 491쪽. ISBN 89-521-0488-9.
7. ↑  “이사회, 더도덜도 말고 7명만 구성해라”. 한국경제. 2010년 12월 27일.
8. ↑  Spencer Stuart, Spencer Stuart Board Index 2000 (시카고, Spencer Stuart, 2000) 8.
9. ↑  참고 문헌 : Egon Zehnder International, Board of Directors Global Study
10. ↑  Montgomery, Cynthia A., and Rhonda Kaufman. "The Board's Missing Link." Harvard Business Review 81, no. 3 (March 2003): 86-93.
11. ↑  김인수 기자 (2010년 12월 3일). “무엇이 위대한 이사회를 만드는가”. 매일경제.
12. ↑  김인수 기자 (2010년 12월 3일). “이그제큐티브 세션…막힌 입이 뻥 뚫린다”. 매일경제.
13. ↑  기업지배구조 모범규준 9.3. "사외이사에 대한 평가는 사외이사가 기여한 실적에 근거하여 이루어져야 하며, 그 평가결과는 사외이사의 보수 및 재선임 결정에 있어서 근거자료로 활용된다. 사외이사의 보수는 직무수행의 책임과 위험성, 그들이 업무수행에 투입한 시간 등을 고려하여 적정한 수준에서 결정되어야 한다. 또한 이사회의 적극적인 활동과 기업경영 감시기능을 제고시키기 위해서는 이사회 구성원 모두가 회사의 주식을 보유하는 것이 필요하다. 따라서 사외이사 보수의 일정부분은 주식 또는
주식매수선택권 형태로 이루어지는 것이 바람직하다. 사외이사의 활동내용 및 평가결과는 공시를 통해 주주의 판단을 돕고 경영자인력시장에 반영될 수 있도록 하는 것이 바람직하다."고 규정하고 있다. http://www.cgs.or.kr/biz/b_paragon1_b.pdf%5B깨진+링크(과거+내용+찾기)%5D 참조.
14. ↑  《글로벌 세계 대백과사전》〈이사회〉
15. ↑  구본성 (2010). 《금융회사 지배구조 개선의 기본방향》. 한국금융연구원. 5쪽.
16. ↑  구본성 (2010). 《금융회사 지배구조 개선의 기본방향》. 한국금융연구원. 14쪽.
17. 1 2  정찬형 (2010). 《상법강의(상)》. 박영사.
18. ↑  코피아난 외 (2004). 《MIT 경영의 미래》. 차영준 역. 국일증권경제연구소. 267쪽. ISBN 89-5782-013-2.
19. ↑  강희갑 (2002년 8월). 《주식회사의 경영감독·감사 및 감사위원회제도에 관한 연구(상장협 연구보고서 2002-5)》. 한국상장회사협의회. 20쪽.
20. 1 2  김건식 (2010). 《기업지배구조와 법》. 소화.
21. ↑  American Bar Association(ABA), Model Business Corporation Act Annotated, Vol.2, 3rd ed. (1999) p. 8-8.
22. ↑  2000다69927